# 天使のラブソング
「天使のラブソング」（てんしのラブソング）は、NOKKOの8枚目のシングルである。1996年8月21日発売。発売元はソニー・ミュージックレコーズ。

## 概要
- アニメ『ガンバリスト! 駿』初代エンディングテーマ[1]。
- ミュージック・ビデオが制作された、『CLUB HALLELUJAH & CLIPS』[2]や『NOKKO ARCHIVES 1992-2000』[3]に収録。

## 収録曲
1. 天使のラブソング
  - 作詞：NOKKO／作曲：岩崎工・NOKKO・GOH HOTODA・岸利至
2. 天使のラブソング（オリジナル・カラオケ）

## 収録アルバム
- RHYMING CAFE (#1)
- THE BEST OF NOKKO (#1)
- NOKKO'S SELECTION, NOKKO'S BEST (#1)